# Кръсте Марковски
Кръсте Марковски (на македонска литературна норма: Крсте Марковски) е югославски комунистически партизанин и политик от Социалистическа република Македония, герой на социалистическия труд на Югославия.

## Биография
Роден е на 26 февруари 1925 година в село Никифорово. През 1941 година става член на ЮКП. През 1942 г. става политкомисар на Мавровско-Гостиварския народоосвободителен партизански отряд „Кораб“. Между 1949 и 1953 г. е председател на ЦК на народната младеж на Македония. До 1960 г. е областен секретар на МКП в Скопие. Член е на ЦК на ЮКП и на Секретариата на Съюзния комитет на Социалистическия съюз на работниците в Югославия. От май 1982 година до 5 май 1984 година е секретар на Македонската комунистическа партия. Депутат в Съюзното събрание на Югославия и председател на Републиканския съвет на Събранието на Социалистическа република Македония.
Носител е на „Партизански възпоменателен медал 1941“ и други висши отличия.